# (122) Gerda
(122) Gerda es un asteroide perteneciente al cinturón exterior de asteroides descubierto por Christian Heinrich Friedrich Peters el 31 de julio de 1872 desde el observatorio Litchfield de Clinton, Estados Unidos.
Está nombrado por Gerda, una diosa de la mitología griega.

## Características orbitales
Gerda orbita a una distancia media de 3,223 ua del Sol, pudiendo alejarse hasta 3,328 ua. Tiene una inclinación orbital de 1,64° y una excentricidad de 0,03284. Emplea 2113 días en completar una órbita alrededor del Sol.